# Осберг, Карл Август
Карл Август Осберг (англ. Carl August Osberg; 13 апреля 1920, Данбартон, Нью-Гэмпшир, Новая Англия, США — 4 июня 1942) — лётчик ВМС США во время Второй мировой войны, посмертно награждённый крестом Военно-морских сил за героизм в битве за Мидуэй.

## Биография
Осберг родился в Данбартоне (штат Нью-Гэмпшир), учился в Центральной средней школе Манчестера, где любил играть в футбол. Он бросил колледж в Корнелле, чтобы пополнить запасы ВМФ, и прошёл подготовку на военно-морской авиабазе Сквантум в Массачусетсе. Его полёт 4 июня 1942 года отмечается в аэропорту О'Хара и в Мемориальном суде пропавших без вести в Гонолулу, и в его честь был назван военный корабль «Осберг». Карл был одним из двенадцати пилотов 3-й эскадрильи торпедоносцев авианосца «Йорктаун». Во время битвы за Мидуэй 4 июня 1942 года он был пилотом в штурме самолёта-торпедоносца против японских военно-морских частей, из которого он так и не вернулся. За отвагу и боевую храбрость он был посмертно награждён крестом Военно-морских сил.